# Конференция католических епископов Антильских островов

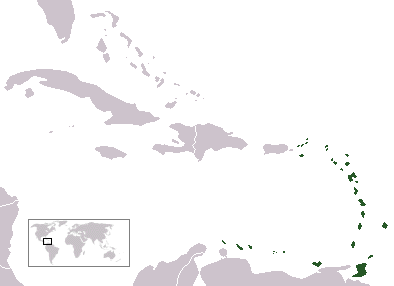
Малые Антильские острова

Конференция католических епископов Антильских островов (англ. Antilles Episcopal Conference, A. E. C.) — коллегиальный орган церковно-административного управления Римско-Католической церкви церковной иерархии государств и заморских территорий, находящихся на архипелаге Малые Антильские острова в Карибском море (за исключением Гаити, Кубы, Пуэрто-Рико и Доминиканской Республики), Центральной Америки (Белиз) и северной части Южной Америки (Гайана, Суринам и Французская Гвиана). Конференция католических епископов Антильских островов осуществляет определённые пастырские функции, направленные для решения литургических, дисциплинарных и иных вопросов, свойственных католической общине островных государств и заморских владений. Высшим органом Конференции католических епископов Антильских островов является общее собрание епископов и архиепископов. Решения Конференции католических епископов Антильских островов утверждаются Римским папой.

## История
Конференция католических епископов Антильских островов была учреждена Святым Престолом 16 ноября 1995 года.

## Структура
В настоящее время Конференция католических епископов Антильских островов объединяет церковные структуры 13 независимых государств, 6 британских, 3 французских, 3 голландских заморских владений и 3 голландских муниципалитетов. Островные территории США имеют статус наблюдателя.
Конференцию католических епископов Антильских островов возглавляет Президент, избираемый на трёхлетний срок. Конференция также избирает вице-президента и Постоянный совет, состоящий из президента, вице-президента, казначея, архиепископов и двух избираемых членов. Постоянный совет решает вопросы между пленарными заседаниями, которые собираются один раз в год.
Конференция католических епископов Антильских островов входит в Конференцию латиноамериканских епископов (CELAM).
| Церковные структуры                         | Государства и заморские владения |
| ------------------------------------------- | --- |
| Архиепархия Кастри                          | Сент-Люсия |
| Епархия Розо                                | Доминика |
| Епархия Сент-Джорджеса                      | Гренада |
| Епархия Сент-Джонса — Бастера               | Антигуа и Барбуда · Сент-Китс и Невис · Монтсеррат, владение Великобритании · Ангилья, владение Великобритании · Виргинские Острова (Великобритания), владение Великобритании |
| Архиепархия Фор-де-Франса                   | Мартиника |
| Епархия Бас-Тера                            | Гваделупа, владение Франции · Сен-Бартелеми, владение Франции · Сен-Мартен, владение Франции                                                                                  |
| Епархия Кайенны                             | Гвиана, заморский департамент Франции |
| Архиепархия Кингстона                       | Ямайка |
| Епархия Мандевилля                          | Ямайка |
| Епархия Монтего-Бея                         | Ямайка |
| Епархия Белиза-Бельмопана                   | Белиз |
| Миссия sui iuris на Каймановых островах     | Острова Кайман, владение Великобритании |
| Архиепархия Нассау                          | Багамские Острова |
| Епархия Гамильтона                          | Бермуды, владение Великобритании |
| Миссия sui iuris на островах Тёркс и Кайкос | Теркс и Кайкос, владение Великобритании |
| Архиепархия Порт-оф-Спейна                  | Тринидад и Тобаго |
| Епархия Кингстауна                          | Сент-Винсент и Гренадины |
| Епархия Бриджтауна                          | Барбадос |
| Епархия Джорджтауна                         | Гайана |
| Епархия Парамарибо                          | Суринам |
| Епархия Виллемстада                         | Аруба, владение Нидерландов · Кюрасао, владение Нидерландов · Синт-Мартен, владение Нидерландов · Бонайре, Синт-Эстатиус и Саба, владение Нидерландов                         |
| Епархия Сент-Томаса                         | Американские Виргинские острова, владение США |

## Список президентов
- архиепископ Порт-оф-Спейна Patrick Finbar Ryan (1958—1967);
- архиепископ Кингстона John Joseph McEleney (1967—1968);
- архиепископ Кинстона Samuel Emmanuel Carter (1968—1979);
- архиепископ Порт-оф-Спейна Gordon Anthony Pantin (1979—1984);
- архиепископ Кингстона Samuel Emmanuel Carter (1984—1991);
- архиепископ Кастри Келвин Эдуард Феликс (1991—1997);
- архиепископ Кингстона Edgerton Roland Clarke (1997—2003);
- архиепископ Нассау и архиепископ Кингстона Lawrence Aloysius Burke (2003—2008);
- архиепископ Donald James Reece (2008—2011);
- архиепископ Нассау Patrick Christopher Pinder (2011 — по настоящее время).

## Источник
- Annuario Pontificio, Libreria Editrice Vaticana, Città del Vaticano, 2003, стр. 1002, ISBN 88-209-7422-3